# Port lotniczy Murcja-San Javier
Port lotniczy Murcja-San Javier (hiszp.: Aeropuerto de Murcia-San Javier, kod IATA: MJV, kod ICAO: LELC) – lotnisko w hiszpańskiej wspólnocie autonomicznej Murcja, położone ok. 30 km od Murcji na wybrzeżu Costa Cálida. Lotnisko w Murcji wykorzystywane jest głównie przez tanie linie lotnicze do lotów międzynarodowych. Port lotniczy obsługiwany jest przez jeden terminal. Ponad 50% wszystkich lotów wykonywanych jest przez linie lotnicze Ryanair.

## Linie lotnicze i połączenia
Wszystkie operacje zostały przeniesione na nowo wybudowane międzynarodowe lotnisko Región de Murcia w dniu 14 stycznia 2019 r. Wcześniej lotnisko było wykorzystywane głównie przez przewoźników czarterowych i tanich przewoźników, takich jak m.in. Jet2.com i Ryanair. 